# Mýa
Mýa, de nom real Mýa Marie Harrison (Washington DC, 10 d'octubre de 1979) és una cantant, actriu i ballarina estatunidenca.

## Biografia
Mýa treu un primer àlbum epònim, Mýa, l'any 1998, abans de cantar la tornada de Ghetto Superstar de Pras Michel, cançó treta de la banda original del film Bulworth. Però es fa famosa quan canta en duo amb el rapper Silkk the Shocker, l'any 1999, amb Somebody Like Me.
Gran admiradora de Michael Jackson, Mýha fa una recuperació de Lady In My Life (Man In My Life) al seu segon àlbum, Fear of Flying, estrenat l'any 2000.Aquest àlbum és un autèntic èxit, sobretot gràcies al tube Case of the Ex. Col·labora així amb diversos artistes, com ara Lisa « Left Eye », dels TLC.
L'any 2001, participa en el concert dels 30 anys de carrera de Michael Jackson, on interpreta sobretot Wanna Be Startin' Somethin' amb Usher i Whitney Houston i grava una cançó al costat de moltes personalitats com Michael Jackson, Usher, Beyoncé, Luther Vandross, Céline Dion i Mariah Carey en resposta als atemptats de l'11 de setembre de 2001 anomenada What More Can I Give.
Mentrestant, Mýa fa algunes aparicions a films, entre d'altres a Chicago, on interpreta el paper de Mona.
El seu tercer àlbum, Moodring, estrenat l'any 2003, no arriba a l'èxit descomptat per la cantant. S'orienta llavors cap a les col·laboracions i canta en diverses bandes originals, com les de Moulin Rouge!! o Razmoket.
El 22 d'octubre de 2007 treu l'àlbum Liberation produït per Bryan Michael Cox, Rick Rubin i Scott Storch, però únicament al Japó. La sortida internacional de l'obra ha estat manta vegades rebutjada i a continuació, en últim lloc, va ser programada per gener de 2008. Finalment, la sortida d'aquest opus va ser anul·lada a Europa, als Estats Units, a Àsia Sud-oriental i al Pròxim-Orient.
El 3 de desembre de 2008, la diva treu el seu cinquè àlbum d'estudi, titulat Sugar & Spice. Una vegada més, la seva sortida va ser reservada al mercat japonès. El primer senzill extret d'aquest àlbum es titula Paradise i va ser produït per Ne-Yo.
El 21 de setembre de 2009, participa en la novena temporada de Dancing with the Stars. Anirà fins al final però perdrà davant de Donny Osmond. Publica igualment una mixtape titulada Beauty & the Streets vol. 1.
El 20 d'abril de 2011 treu l'àlbum K.I.S.S. (Keep It Sexy & Simple), únicament al Japó.
A partir de 2014, Mýa ha publicat una sèrie de EPs a la seva etiqueta independent Planet 9, With Love, que commemora la sortida del seu primer single It's All About Me, Sweet XVI per celebrar els seus setze anys a la indústria de l'espectacle, i Love Elevation Suite.

## Discografia

### Àlbums estudi
- 1998: Mýté
- 2000: Fear of Flying
- 2003: Moodring
- 2007: Liberation (únicament al Japó)
- 2008: Sugar & Spice (únicament al Japó)
- 2011: K.I.S.S. (Keep It Sexy & Simplíssim) (únicament al Japó)
- 2016: Smoove Jones

### Mixtape
- 2009: Beauty & the Streets vol. 1

### Eps
- 2014: With Love
- 2014: Sweet XVI
- 2015: Love Elevation Suite

## Singles
- 1998: My First Night
- 1998: It's All About Me (amb l'actuació de Sisqo)
- 2000: Case of the Ex
- 2000: The Best of Me (amb l'actuació de Jadakiss)
- 2001: Best of Me part II (amb l'actuació de Jay-Z)
- 2001: Free
- 2003: My Love Is Like...Wo (amb l'actuació de Missy Elliot)
- 2003: Fallen
- 2007: Lock U Down (amb l'actuació de Lil Wayne)
- 2007: Ridin
- 2008: Paradise
- 2011: Fabulous Life
- 2011: Runnin' Back (amb l'actuació d'Iyaz)
- 2011: Earthquake (amb l'actuació de Trina)
- 2011: Somebody Come Get This Bitch (amb l'actuació de Stacie & Lacie)
- 2011: Mr. Incredible
- 2012: Mess Up My Hair
- 2012: Evolve

### Actuacions
- 1998: Ghetto Superstar (Pras Michel amb l'actuació de ODB & Mýa)
- 1999: Somebody Like Me (Silkk the Shocker amb l'actuació de Mýa)
- 1999: J.O.B (Foxy Brown amb l'actuació de Mýa)
- 2000: Girls Dem Sugar (Beenie Man amb l'actuació de Mýa)
- 2003: What More Can I Give (Michael Jackson i artistes diversos)
- 2003: Thin Line (Jurassic 5 amb l'actuació de Mýa)
- 2005: Sugar Daddy (Cuban Link amb l'actuació de Mýa)
- 2005: Forever in Our Hearts (Music for Relief)
- 2006: No Matter What They Say (Penelope Jones amb l'actuació de Mýa)
- 2007: I Will Give It All to You (Vlad Topalov amb l'actuació de Mýa)
- 2007: I Got You (Ky-Mani Marley amb l'actuació de Mýa)
- 2007: Flippin' (Lil' Flip amb l'actuació de Mýa)
- 2010: We Are the World 25 for Haiti (artistes diversos)
- 2011: Love Is the Answer (Cedric Gervais amb l'actuació de Mýa)
- 2015: Bum Bum (Kevin Lyttle amb l'actuació de Mýa)

## Filmografia
- 1995: Ànimes rebels de John N. Smith: Loretta
- 2002: Chicago de Rob Marshall: Mona
- 2004: Dirty Dancing: Havana Nights de Guy Ferland: Lola Martinez
- 2004: Shall We Dance? de Peter Chelsom: la promesa de Vern
- 2005: Cursed de Wes Craven: Jenny
- 2006: Ways of the Flesh (The Heart Specialist): Valerie
- 2007: The Metrosexual: Jessica
- 2007: Cover de Bill Duke: Cynda
- 2010: The Penthouse de Chris Levitus: Mitra

## Premis i nominacions

### Premis
- Premis ALMA 2002: Millor cançó d'una banda original per a Lady Marmalade amb Christina Aguilera, Lil' Kim i Pink
- Premis Screen Actors Guild 2003: Millor repartiment per a Chicago
- Premis Critics' Choice Movie 2003: Millor repartiment per a Chicago

### Nominacions
- Premis Phoenix Film Critics Society 2003: Millor repartiment per a Chicago
- Premis MTV Movie 2005: Pretemporada més espantosa per a Cursed
- 2017: Grammy al millor àlbum de R&B